# Cleionaj
Un cleionaj este o lucrare pentru combaterea eroziunii de adâncime executată din garduri de nuiele și amplasată transversal pe firul formațiunii eroziunii de adâncime. Cleionajul poate fi simplu sau dublu:
- Cleionajul simplu are o înălțime de 50-70 cm, este încastrat 30 cm pe fundul ravenei și prelungit 1-2 m în malurile acesteia. În aval se execută un radier din fascine, iar spre amonte se bat contrafise de consolidare.
- Cleionajul dublu este format din 2 garduri paralele având înălțimea de 0,8-1 m moazate între ele, iar spațiul dintre garduri umplut cu pământ sau piatră.

După profilul longitudinal, cleionajele pot fi rectilinii sau curbilinii, cu concavitatea spre amonte pentru concentrarea scurgerii pe firul văii.
Amplasarea cleionajelor ca lucrări transversale trebuie să respecte anumite condiții: 
- malurile și firul formațiunilor erozionale de adâncime să nu prezinte pericol de alunecare;
- traseele unde se amplasează să fie cât mai rectilinii, pentru ca apa să aibă o curgere cât mai uniformă;
- albia unde se amplasează să fie cât mai îngustă, pentru a se realiza o economie de material;
- debitele de viitură să fie mici.

Cleionajele se pot folosi și ca lucrări longitudinale, caz în care se amplasează pe taluzurile de mal, cu grad ridicat de instabilitate, afectate de procese de eroziune combinate cu alunecări de teren. În spatele cleionajelor se amenajează terase late de 75-100 cm care se plantează.

## Legături externe
- „Cleionaj” la DEX online